# Carta ECF
La carta ECF (acronimo di Elemental Chlorine Free, ovvero "senza cloro") è un tipo di carta ecologica in quanto per la sua sbiancatura sono stati usati prodotti esenti da cloro elementare organico.